# Igor Oprea
Igor Oprea (ur. 5 października 1969 w Cojușnie) – mołdawski piłkarz występujący na pozycji pomocnika. Trener piłkarski.

## Kariera klubowa
Oprea karierę rozpoczynał w 1988 roku w Zarei Bielce, grającej w trzeciej lidze ZSRR. W 1991 roku został zawodnikiem drugoligowego Tirasu Tyraspol. W 1992 roku klub zmienił nazwę na Tiligul Tyraspol, a Oprea rozpoczął z nim starty w pierwszej lidze mołdawskiej. Wraz z Tiligulem cztery razy wywalczył wicemistrzostwo Mołdawii (1992, 1993, 1994, 1995), a także trzy razy wygrał Puchar Mołdawii (1993, 1994, 1995).
Na początku 1996 roku Oprea odszedł do Zimbru Kiszyniów. Z zespołem tym czterokrotnie zdobył mistrzostwo Mołdawii (1996, 1998, 1999, 2000), a także dwukrotnie Puchar Mołdawii (1997, 1998). W styczniu 2002 został zawodnikiem ukraińskiego Czornomorca Odessa. W sezonie 2001/2002 awansował z nim z drugiej ligi do pierwszej. Na początku 2003 wrócił do Zimbru Kiszyniów, z którym zdobył jeszcze dwa Puchary Mołdawii (2003, 2004). W 2004 roku zakończył karierę.

## Kariera reprezentacyjna
W reprezentacji Mołdawii Oprea zadebiutował 16 kwietnia 1994 w zremisowanym 1:1 towarzyskim meczu ze Stanami Zjednoczonymi, a 7 grudnia 1994 w wygranym 1:0 pojedynku eliminacji Mistrzostw Europy 1996 z Gruzją strzelił swojego pierwszego gola w kadrze. W latach 1994–2001 w drużynie narodowej rozegrał 34 spotkania i zdobył 3 bramki.